# Rubén Pardo
Rubén Pardo Gutiérrez (* 22. října 1992, Logroño, Španělsko) je španělský fotbalový záložník, momentálně hraje v řeckém klubu Aris Soluň.

## Klubová kariéra
Prošel mládeží baskického klubu Real Sociedad, kde hrál poté i za rezervu. V A-týmu debutoval 29. října 2011 v zápase Primera División proti klubu Real Madrid (prohra 0:1).

## Reprezentační kariéra
Hrál za španělské mládežnické reprezentace.

Zúčastnil se Mistrovství Evropy hráčů do 19 let 2011 v Rumunsku, kde mladí Španělé porazili ve finále Českou republiku 3:2 po prodloužení.